# Rozenhagenbrug
De Rozenhagenbrug, aanvankelijk Kloppersingelbrug genoemd, is een vaste brug in de Nederlandse stad Haarlem. De brug overspant sinds 2008 de Kloppersingel en is uitgevoerd als voetgangersbrug. De brug verbindt het Rozenhagenplein, gelegen in de Patrimoniumbuurt en stadsdeel Haarlem-Noord met het Prinsen Bolwerk en het stadspark de Bolwerken in de Stationsbuurt in het stadsdeel Haarlem-Centrum.
De brug werd in 2010 vernoemd naar de voormalige kwekerij Rozenhagen die iets ten noorden lag van de noordelijke aanlanding van de brug. De brug is ontworpen door Syb van Breda, dan werkend voor Royal Haskoning, en Jorge Moura. De brug wordt gedragen door één juk met sigaarvormige kolommen en is geïnspireerd op de metafoor 'over het water glijdende mug', de schaatsenrijder.
De brug is nagenoeg tegelijk gerealiseerd met de Katoenbrug over de Kinderhuissingel.